# Burgo (Arouca)
Burgo is een plaats (freguesia) in de Portugese gemeente Arouca en telt 2 067 inwoners (2001).